# Lobelioideae
Lobelioideae é uma subfamília de plantas pertencente à família Campanulaceae. Contém 56 gêneros totalizando cerca de 1200 espécies.

## Gêneros
- Apetahia
- Brighamia
- Burmeistera
- Calcaratolobelia
- Centropogon
- Clermontia
- Cyanea
- Delissea
- Dialypetalum
- Diastatea
- Dielsantha
- Downingia
- Grammatotheca
- Heterotoma
- Hippobroma
- Howellia
- Hypsela
- Isotoma
- Legenere
- Lobelia
- Lysipomia
- Monopsis
- Palmerella
- Porterella
- Pratia
- Ruthiella
- Sclerotheca
- Siphocampylus
- Solenopsis
- Trematolobelia
- Trimeris
- Unigenes